# عنبر لافي
عنبر لافي (بالعبرية: ענבר לביא) مواليد (27 أكتوبر، 1986) رمات غان، إسرائيل، مُمثلة إسرائيلية - أمريكية. اشتهرت بأدائها شخصية رافيفا في مسلسل «آندر أيمبلويمنت» على قناة «MTV».

## نشأتها
ولدت لافي وتربت في رمات غان في إسرائيل من عائلة يهودية. درست الرقص والباليه في مدرسة كريات شاريت الثانوية في حولون، إسرائيل، ودرست التمثيل في مدرسة صوفي موسكويز للتمثيل في تل أبيب. في 2004، وبعمر السابعة عشرة، إنتقلت لافي إلى مدينة نيويورك في الولايات المتحدة وشاركت في عدة عروض مسرحية. وبعد ثمان أشهر إنتقلت لافي إلى لوس أنجلوس.

## أبرز أعمالها
- 2009: أنتوراج
- 2009: شبح هامس
- 2009: عقول إجرامية
- 2010: سي إسآي: ميامي
- 2011: ملائكة تشارلي
- 2012: سي اس آي: التحقيق في موقع الجريمة
- 2014: أبناء الفوضى
- 2015: كاسل
- 2016: السفينة الأخيرة الموسم 4
- 2017: بريزون بريك
- 2018:. لوسيفر (مسلسل)الموسم 5

## وصلات خارجية
- عنبر لافي على موقع IMDb (الإنجليزية)
- عنبر لافي على موقع ألو سيني (الفرنسية)
- عنبر لافي على موقع قاعدة بيانات الفيلم (الإنجليزية)